# Ceriagrion hamoni
Ceriagrion hamoni är en trollsländeart som beskrevs av Fraser 1955. Ceriagrion hamoni ingår i släktet Ceriagrion och familjen dammflicksländor. Inga underarter finns listade i Catalogue of Life.